# Speranza (divinità)

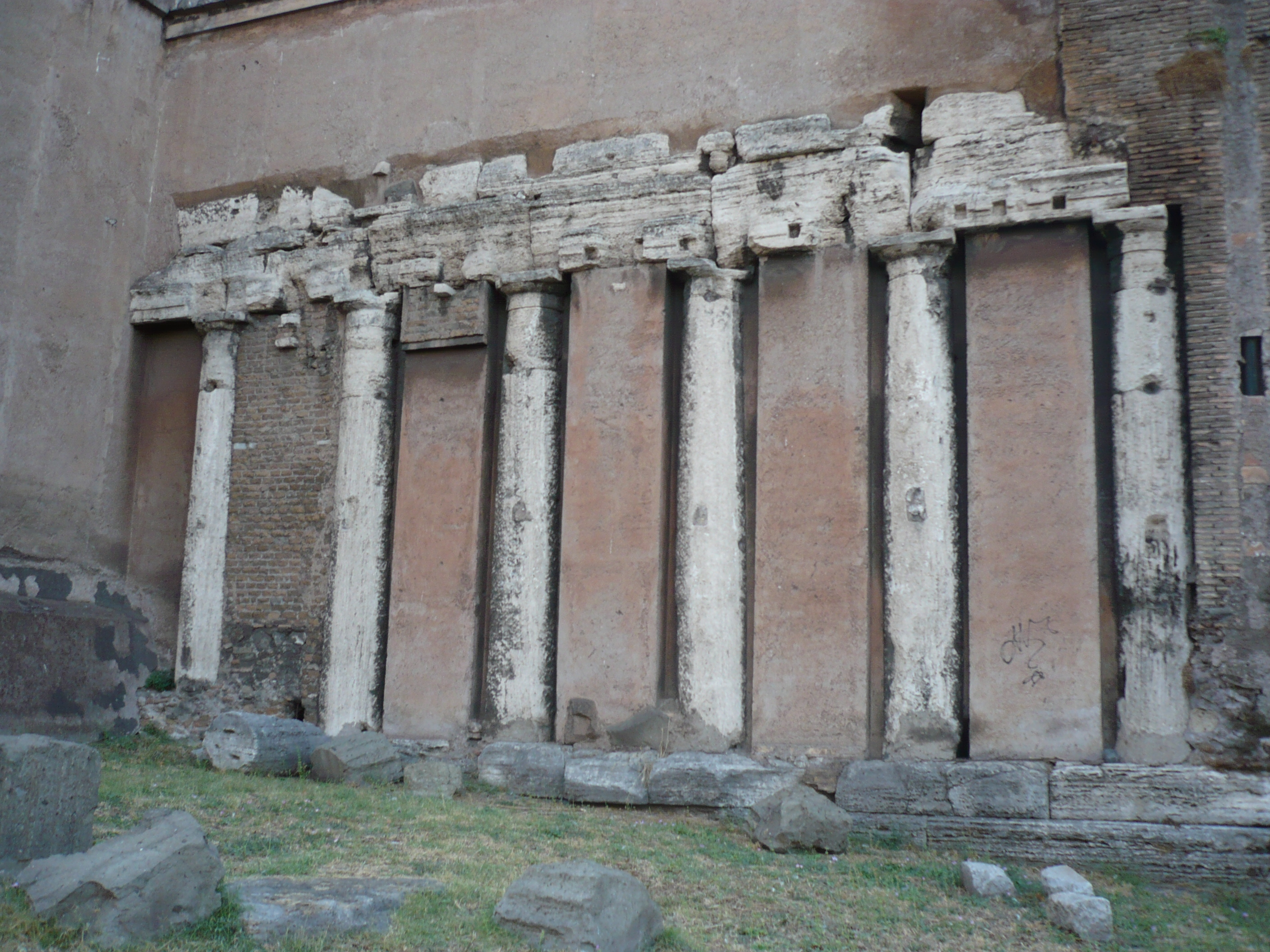
Resti del tempio di Spes al Foro Olitorio (Roma)

Speranza (dal latino: Spes) è la personificazione nella mitologia romana della Speranza l'equivalente greca di Elpis.

## Origine mitologica greca
È tradizionalmente definita come "ultima dea" (in lingua latina: Spes Ultima Dea), espressione che si ritrova nel detto popolare «la speranza è l'ultima a morire», in quanto, come era narrato nel mito del Vaso di Pandora, essa è l'ultima risorsa per l'uomo. Quando tutti i mali contenuti nella giara all'apertura si erano dispersi nel mondo rimase, per volontà di Zeus, solo Elpis come riparo consolatore per l'umanità.

## Nella Roma repubblicana
A Roma la Speranza fu concepita come una dea alla quale era dedicato un tempio nel Foro Olitorio, che venne eretto durante la prima guerra punica dal console Aulo Atilio Calatino, e un altro sul Vicus Longus sull'Esquilino. A Spes era dedicata il 1º agosto la festa del Templum Spei.

## Nella Roma imperiale

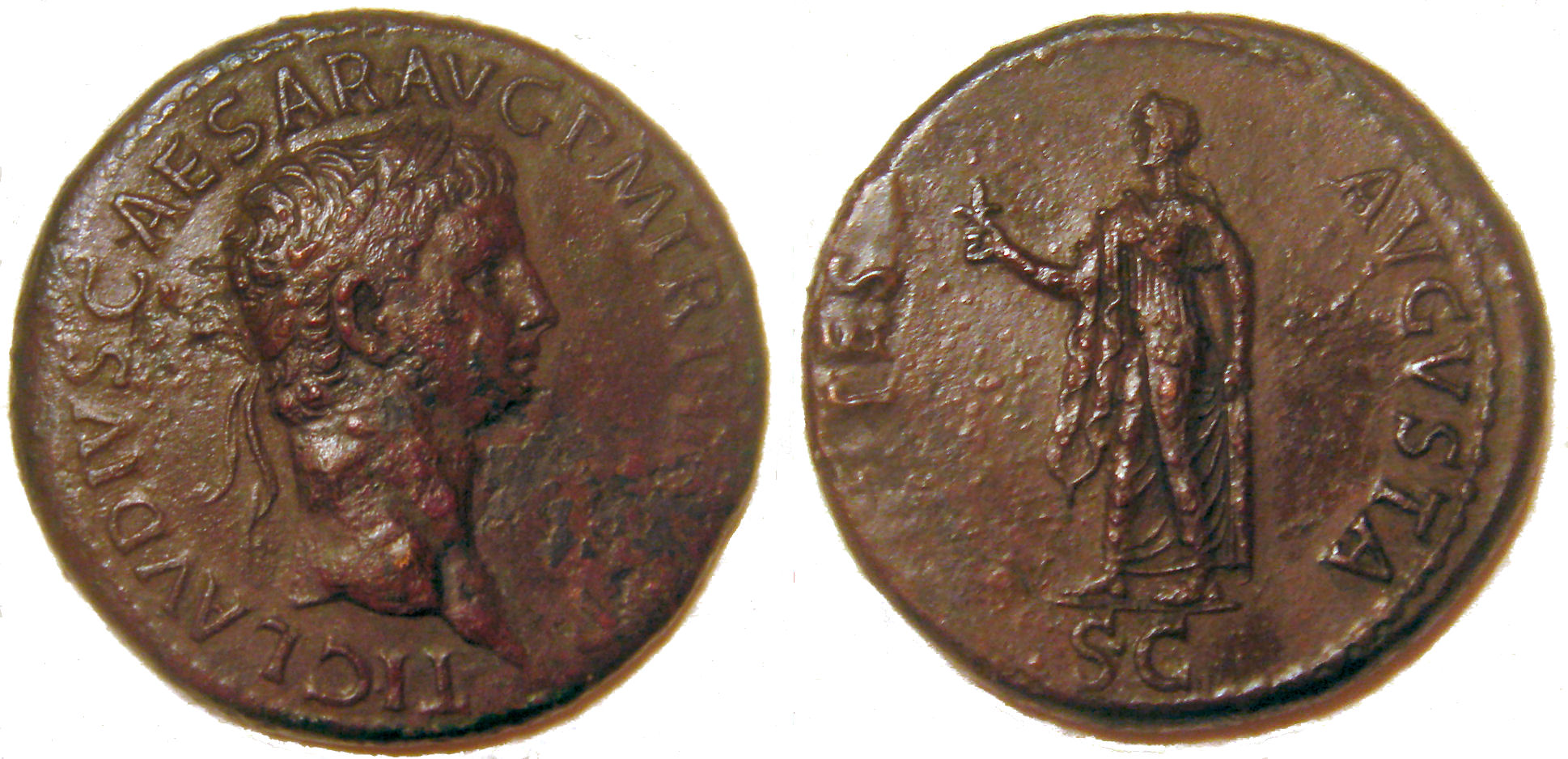
Moneta dell'età di Claudio con la raffigurazione della Spes

La Spes veniva onorata come una dea sin dai tempi più antichi ma soprattutto nel periodo dell'Impero il culto della dea assunse un valore politico rappresentando simbolicamente la fiduciosa attesa di una felice successione imperiale. Da Claudio che la fece raffigurare sulle monete in occasione della nascita del figlio Britannico, la Spes venne quindi definita nelle epigrafi con l'epiteto di Augusta, Augusti, Augustorum e anche publica o p(opuli)R(omani), a cui si aggiunsero sotto i Severi gli attributi di perpetua e firma.
Con Antonino Pio la Spes assunse un valore religioso nella riproduzione della defunta moglie Faustina in una serie di monete che la raffiguravano come la diva Spes: una giovane donna che incede, sollevando l'orlo della veste con un bocciolo di fiore nella mano destra.
L'imperatore voleva così significare che l'azione benefica di Faustina continuava anche dall'aldilà per coloro che speravano in lei.
Con gli imperatori cristiani la Spes, non venne più rappresentata secondo l'iconografia pagana, perse i suoi epiteti mondani e acquisì, divenendo una delle virtù teologali, un valore religioso ultraterreno.